# La invenció de l'Hugo Cabret
La invenció de l'Hugo Cabret és un llibre d'aventures juvenil de l'escriptor estatunidenc Brian Selznick. En Espanya, el llibre va ser publicat per la editorial SM. Ha estat traduït al català per Josep Sampere i Martí i editat per editorial Cruïlla.
La seva data de llançament va ser el 30 de gener de 2007 i compta amb 284 il·lustracions realitzades pel propi Selznick entre les seves 533 fulles. Entre el seu palmarès, compta amb la Medalla Caldecott de 2008 que, juntament amb la Medalla Newbery, és un dels premis estatunidencs més importants destinats a la literatura infantil i juvenil.
Per a escriure aquest llibre, Selznick es va inspirar en la vida del cineasta francès Georges Méliès i va decidir introduir al personatge de l'autòmat després de llegir Edison's Eve, de Gaby Wood, en el qual hi havia un capítol dedicat a la vida de Méliès i al seu treball amb aquestes màquines. En ell, s'explicava com Méliès tenia un set d'autòmats que havien estat venuts a un museu on van ser oblidats durant anys. Més tard, algú els va descobrir, però estaven destrossats per la pluja. Al final de la seva vida, Méliès va ser destituït malgrat l'èxit de les seves pel·lícules als Estats Units i, per això, va començar a vendre joguines en un lloc de l'estació de tren de Montparnasse de París; una cosa en la qual Selznick es va inspirar per a la seva història i il·lustracions.

## Argument
Hugo és un nen de dotze anys que queda orfe després de la mort del seu pare. Després d'això, comença a viure amb el seu oncle en l'estació de tren de Montparnasse de París on aquest treballa de rellotger. Un dia, el seu oncle desapareix i decideix ocupar-se del manteniment dels rellotges de l'estació mentre roba per sobreviure. Al mateix temps, té el projecte d'arreglar l'autòmat que va trobar el seu pare en un museu i que creu que guarda un missatge per a ell. Amb l'ajuda de diferents personatges, Hugo durà a terme la seva major aventura on aprendrà el valor de l'amistat i de la valentia en la lluita pels somnis.

## Personatges principals
Hugo Cabret: és el principal protagonista de la història i té 12 anys. Després de la mort del seu pare, comença a viure en una estació de tren de París amb el seu oncle que desapareix havent d'encarregar-se del seu treball en l'estació: el manteniment dels rellotges. Té un gran talent per a arreglar coses mecàniques i el seu objectiu és fer funcionar l'autòmat en el qual el seu pare estava treballant abans de morir.
Isabelle: és la co-protagonista del llibre. Després de la mort dels seus pares en un accident de cotxe, viu amb el seu padrí, Georges Méliès, que és l'amo de la botiga de joguines de l'estació. Méliès no vol que sàpiga que un dia va ser cineasta pel que li prohibeix anar al cinema. Un dia, coneix a Hugo i s'interessa per ell. Finalment, junts desenvolupen un pla per a dur a terme els seus objectius.
Georges Méliès: eix en una família de sabaters, però ell no vol seguir amb aquest treball. Quan creix i el cinema ja existeix, els demana als germans Lumière que li venguin una càmera, però aquests es neguen. Per això, comença a fer la seva pròpia cambra amb materials de la companyia de sabates dels seus pares. El seu treball més famós és Le Voyage dans la Lune i és del gènere de ciència-ficció. També és el primer a utilitzar efectes especials en les pel·lícules.
L'autòmat: aquest personatge va ser incorporat per Selznick després de llegir Edison's Eve, de Gaby Wood, en el qual hi havia un capítol dedicat a la vida de Méliès i al seu treball amb les màquines animades. Per inspirar-se, l'autor va buscar que aspecte tenien els autòmats i va trobar que a la ciutat de Filadèlfia, al Frankiln Institute, hi havia un. Després d'examinar-lo, va plasmar diversos elements de l'autòmat en les il·lustracions del llibre. EAquesta màquina animada és el vincle entre Hugo i el seu pare durant l'obra ja que, poc temps després de trobar l'autòmat, el pare mor.

## Adaptació cinematogràfica
La invenció de l'Hugo Cabret va ser portada al cinema l'any 2011 de la mà del director Martin Scorsese en la pel·lícula Hugo. El guió va ser escrit per John Logan i coproduïda per Graham King (GK films) i la productora Infinitum. La pel·lícula va ser protagonitzada per Ansa Butterfield en el paper d'Hugo, Chloë Grace Moretz com Isabelle i Ben Kingsley com Méliès, entre d'altres. El mateix any de la seva estrena va ser nominada a 3 Globus d'Or, guanyant la categoria de Millor Director i a 11 Oscars aconseguint 5 estatuetes.